# Урема

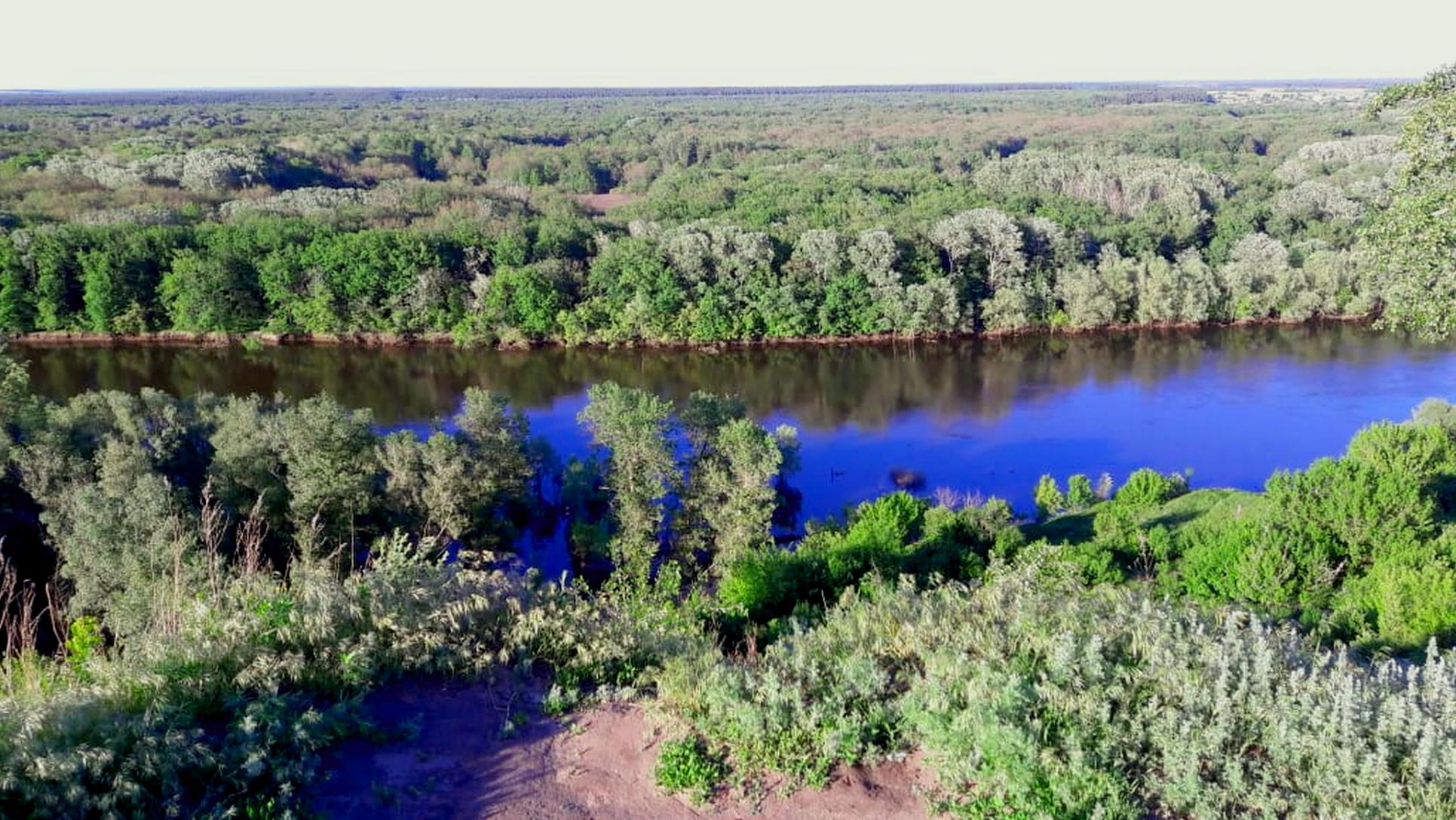
Урема в пойме Хопра

Урема́, урёма — густой пойменный лиственный лес; также пойменный таёжный лес. В Западной Сибири уремой называют лесные сфагновые болота с сосной и кедром.
Урема приурочена в основном к низким и средним поймам и террасам равнинных рек. Характерна для юго-востока Европейской части России, хотя термин используется также применительно к пойменным лесам Сибири и Дальнего Востока. Может встречаться в лесной, степной и пустынной зонах. Формированию урем способствует создаваемый реками определённый режим климата в пойме наряду с постоянным увлажнением почвы.
Древесный ярус уремы образован видами тополя (чаще всего чёрным и серебристым), ивы, вяза, ольхи; на более высоких уровнях встречается дуб. Кустарниковый ярус чаще всего представлен черёмухой, смородиной, ежевикой. На Дальнем Востоке для древесного яруса типичны, помимо перечисленных, ясень, бархат, орех маньчжурский, для кустарникового — сирень амурская, клён приречный, боярышник, жимолость, крушина, бересклет. Травяной покров уремы, ввиду длительных периодов затопления пойм, обычно небогат; может включать высокотравье и тростники.
Урема способствует укреплению речных берегов, препятствуя их размыву. В луговых местностях может служить источником древесины; в некоторых регионах возможны заготовки плодов черёмухи, боярышника, лимонника, винограда.